# ディノクライシス
『ディノクライシス』（DINO CRISIS）は、カプコンから発売されたコンピュータゲームシリーズ。
ジャンルとしては、サバイバルホラーに分類される。操作や視点などの機能は同社から発売されていた「バイオハザードシリーズ」とほぼ同じだが、敵がゾンビではなく恐竜に変わっている。シリーズは『3』まで発売され、番外篇として銃型コントローラー「ガンコン2」に対応したガンシューティングゲーム『ガンサバイバー3 ディノクライシス』がPlayStation 2で発売されている。Xboxで発売された3作目は宇宙に舞台を移し、SF色の強いものとなった。2000年代初期にイギリスのM4Ltdがゲームボーイカラー版も開発していたがキャンセルとなっている。
全世界累計販売本数は440万本に達している。

## 作品一覧
発売日は最初に発売された種類のみを示す。
ディノクライシス
1999年7月1日にPlayStationで発売。後にドリームキャスト版も発売され、ゲームアーカイブス（PlayStation Portable、PlayStation 3）でも配信された。
ディノクライシス2
2000年9月13日にPlayStationで発売。後にMicrosoft Windows版も発売され、ゲームアーカイブスでも配信された。
ガンサバイバー3 ディノクライシス
2002年6月27日にPlayStation 2で発売。ガンコン2同梱バージョンも発売された。
ディノクライシス3
2003年6月26日にXboxで発売。

## ディノクライシス
シリーズの第1作目。恐竜が徘徊する研究施設を舞台に任務達成と脱出を目指すサバイバルホラーゲーム。操作性やアイテムの調合、謎解きなど同社の「バイオハザードシリーズ」と共通する部分が多い。序盤から出るラプトルですら初期装備のハンドガンでは苦戦するほどに体力が多めで動きも速く、ボスの攻撃やイベントなど即死する場面が多いなど、難易度は高め。
本作の内容を基にしたゲームボーイカラー版も開発していたが開発中止となっており、2000年代初期にイギリスのM4Ltdがトップダウン型のアドベンチャーゲームを開発しようとし、別では1999年から2000年代初期のリリース予定でFluid StudiosもGBC版の『ディノクライシス』のアドベンチャーゲームを開発していた。
また、香港の漫画家トニー・ウォン（黄玉郎）が描いた本作を基にしたコミック版『Dino Crisis (恐龍危機)』が、香港のJade Dynasty（玉皇朝）から出版されている。

### ストーリー
西暦2009年、ボルジニア共和国、アイビス島に潜入している工作員のトムから「3年前に自身が提唱した次世代エネルギー、「サードエナジー」の実験事故で死亡したはずのカーク博士が生存し、島の軍事研究施設において研究を続けている」との情報がもたらされた。
政府は博士奪還のために、政府直属の特殊工作チームの派遣を決定。伝説的エージェントであるリーダーのゲイル、医療・操縦・ハッキングなどを担当するリック、通信担当のクーパーらと供に、主人公の女性兵士レジーナは博士のいるとされるアイビス島へと赴く。
部隊は島の上空からパラシュート降下するが気流の影響でクーパーだけが降下地点から大きく離れてしまう。任務を優先するゲイルはクーパーの合流を待たずに潜入を開始する。そのころジャングルに降下したクーパーは地鳴りのような音を聞き、とっさにライトを照らしてしまう。だがそれが間違いだった。音は地鳴りではなく足音であった。足音の主は光に気づき、クーパーを追いかけ捕食してしまう。それはこの時代にいるはずのない大型肉食恐竜ティラノサウルスだった。
研究施設に潜入したレジーナたちの前にも恐竜ヴェロキラプトルが現れ、襲撃でゲイルが一時行方不明となる。施設内部も恐竜に襲われおり、職員たちは皆食い殺されている地獄のあり様だった。襲いかかる恐竜たちを退けて施設を捜索するレジーナたちはゲイルと再会し、ようやくカーク博士を発見する。なぜこのような状況になったのかを博士に聞くと彼によればサードエナジーの影響だという。サードエナジーは半永久的に莫大なエネルギーを生み出せるクリーンエネルギーとして注目を集めていたが、制御が非常に困難という欠点を抱えていた。その制御方法を見つけるために実験を繰り返していたが再び暴走を起こし、その際発生した巨大なエネルギーは時空の歪みを生み出し、その歪みから恐竜が現れたのだという。
ひとまず博士を確保したレジーナたちは島からの脱出のためヘリを呼ぶが、ティラノサウルスの襲撃を受けてヘリは墜落する。博士もその混乱に乗じて逃げ出したため、改めてレジーナたちは博士の行方を捜索しつつ、島からの脱出方法を探る。捜索の結果、島の地下には港があることが分かるが、そこに通じる通路は時空の裂け目で塞がれていて通ることができなかった。
裂け目を消す方法を聞き出すためレジーナたちはカーク博士を捜索し再び確保する。時空の裂け目の消す方法として、サードエナジーを暴走させるしかないことを彼から聞き出す。レジーナはサードエナジーを起動させ、暴走状態を引き起こすがその際の振動で施設の各所で崩落が起き、カーク博士を見張っていたゲイルが負傷する。暴走によって裂け目が消えたことで脱出ができるようになったが任務を優先するゲイルと脱出を優先するリックで意見が分かれ、レジーナはどちらを優先するかを選択する。どのルートを選んだ場合でも脱出間近にティラノサウルスの襲撃を受けるが、その脅威を何とか退けたレジーナたちは島から脱出する。

### システム
改造による銃器の強化や、アイテムの調合など、同社の作品の「バイオハザードシリーズ」と共通する操作システムがある。
緊急ボックス
アイテムは赤・緑・黄の3種類の色に分けられた緊急ボックスと呼ばれる保管装置で取り扱う。使用するにはステージ中に点在しているプラグというキーアイテムを必要とし、装備品のやり取りは同色のボックス間でのみ行える。未使用のボックスからは僅かだがアイテムが補給でき、用意されているアイテムの主な種類はボックスの色によって異なり赤が弾薬系、緑が回復剤、黄色は双方となっている。一つのボックスに保管できるアイテムの数が限られているなどの制約がある。
連打イベント
ゲーム中の各所でコントローラーのボタンを連打して窮地から脱するイベントが発生する。襲撃してきた恐竜を撃退できるもの、成功しなければゲームオーバーなど内容は幅広い。
レーザーシャッター
赤色のレーザーで通路を遮断し、恐竜を閉め出し、レーザーの隙間から安全に攻撃を行うことができる。プレイヤー、恐竜共に触れると後方へ跳ね飛ばされるがダメージは無い。この他、一時的に恐竜をひるませる消火装置も存在する。
謎解き
DDKと呼ばれる英単語の暗号を解くことで、ドアロックを解除することができる。
選択肢
ストーリーの途中では仲間の提案によって行動の優先順位を決める場面がある。敵の多い最短ルートを通るか安全だが遠回りになるルートを選ぶか、任務を優先するか救出を優先するかなど、どれを選ぶかによって後の展開は変化する。エンディングも選択によって2つに分岐する他、選択外の行動をとることで到達できる3つ目のエンディングもある。
コスチューム
ゲームを一定回数クリアすることで解放される特典。見た目の変化のみで能力は変わらない。エンシェントタイプのコスチュームのみ武器の見た目が骨や魚に変わる。

### 登場人物

#### 特殊工作チーム
某大国の諜報組織に所属する工作部隊。特殊工作チーム自体は諜報組織そのものの命令系統には属しておらず、政府直属となっているため、超法規的措置も実行可能とされる。実際の作戦行動は一般に情報開示されることはほとんどないので、どのような作戦が行われているかはほとんど知られていない。
ディノクライシス2では、このチームの名称が「S.O.R.T.」だったと明らかになっている。
レジーナ (Regina)
声 : ステファニー・モルゲンシュテルン

本編の主人公である女性。23歳。身長175cm。使用武器はグロック34とフランキ PA3。非公式な指令を専門にこなす、某国の政府直属特殊工作チームに所属するエリート工作員。
ゲイル(Gail)
声 : エイドリアン・トラス
ミッションの実質上のリーダー。38歳。身長182cm。使用武器はコルトAR15カスタム。
不可能を可能にして来たと言われる伝説的エージェント。レジーナ以上に冷徹であり恐竜の襲撃という不測の事態でも些かも揺らぐことが無い。任務を最優先に考え、そのためなら仲間はおろか自分自身さえも切り捨てることも厭わない覚悟の持ち主でもある。経歴はレジーナ同様不明な点が多いが、唯一の汚点とされる7年前の作戦で多くの仲間が命を落としゲイル自身も生死の狭間をさまよったことが明かされている。分岐イベントで彼が出す提案は短時間でのクリアを可能とするが強行突破であるゆえに危険が伴う。エンディングによっては死亡してしまうが、『2』でゲスト出演している。
リック (Rick)
声 : リチャード・イヤウッド
黒人の若者。25歳。身長173cm。使用武器はFN FAL。
コンピュータ技術、医療、機械整備・操縦、狙撃など多彩な技能を買われてチームに特別配属され、初の大規模ミッションに挑む。常に軽口を絶やさない陽気さと任務よりも隊員の生命を優先する情にもろい性格のため仲間から信頼を寄せられているが、対照的な性格のゲイルとたびたび衝突する。分岐イベントでは時間がかかるが安全性の高いルートを提案する。どのエンディングでも確実に生存する。ゲイルと同様に『2』でゲスト出演している。
クーパー (Cooper)
声 : ロバート・ティンクラー
レジーナたちと同じ特殊工作チームの隊員。通信担当。オープニングではレジーナが集合地点で姿のないクーパーの居場所をゲイル、リックに聞いたが、リーダーであるゲイルは任務の達成を優先したため捜索されることはなかった。同じ頃クーパーは空挺降下の際に着地点を誤り、ジャングルに迷い込んでしまっていた。そして運悪くティラノサウルスと遭遇し、捕食されて死亡。チームで最初の犠牲者となった。
トム (Tom)
声 : ビーノ・トートレス / ロバート・ティンクラー
レジーナたちと同じ特殊工作チームの隊員。使用武器はイングラムM10。
他の隊員とは異なり、事前にアイビス島の軍事研究施設に研究員を装って潜入しており、そこで偶然にもカークを発見し本国に報告する。分岐によってその最後が異なり、レジーナたちと再会する前に恐竜に襲われた傷が元で死亡するか、重傷の状態でレジーナたちに救助されたのち医務室で遭遇したラプトルからリックを守るため刺し違えて死亡する。生存ルートのない、チーム第二の犠牲者。

#### MISSION TARGET
エドワード・カーク (Edward Kirk)
声 : アレックス・カジス
「サードエナジー」の研究開発者。34歳。身長176cm。
3年前に実験中の事故により死亡したと思われていたが偽装であり、密かに亡命したボルジニア共和国で研究を続けていた。自己中心的で傲慢な言動が多くボルジニアの研究施設では多くのスタッフから疎まれており、目的のためには手段を選ばず自身の行いの犠牲となった者にも関心を払わない人格破綻者だが、研究に全てを捧げているだけに、自分を強引に連れていこうとするゲイルやスポンサーであるボルジニアの高官といった高圧的な人物の前では一転して気弱な面を見せる。

### 登場武器
ハンドガン
レジーナの初期装備で9mmパラベラム弾を装填可能。威力も連射力も低いため、ギミックを利用するなどしないとラプトル相手ですら苦戦する。スライドを改造することで威力の高い40S&W弾を使用可能。スコープを追加すると構え中自動で敵を追尾できる。
- 9mmパラベラム弾：初期から使える弾丸。もっとも手に入りやすいが威力が低いため使用時はレーザシャッターを使うなどの工夫が必要。
- 40S&W弾：スライドを改造することで使用可能になる高威力の弾。ラプトル相手であれば至近距離で撃てば転倒させることができる。

ショットガン
複数の弾丸を装填可能な本作の主力装備。効果範囲の広いSG弾、威力の高いスラッグ弾、対象を眠らせる麻酔弾、即死効果のある猛毒弾など多数の弾を使用可能。ストックの改造で連射速度が上がり、強化パーツを付けることで反動は増すが威力が上昇する。未改造の場合は装弾数は4発で1発撃つごとにコッキング動作が入る。いずれかの改造パーツを付けることで装弾数が7発に増えコッキング動作無しで連射可能になる。
- SG弾：扇状に弾が広がる所謂散弾。複数の敵をまとめて攻撃可能で至近距離で撃てばラプトルを転倒させることもできる。
- スラッグ弾：大口径の弾丸で散弾ではない単発の弾丸。当たるのは1体のみだが高威力で遠距離の敵にも有効。
- 麻酔弾：敵を眠らせることのできる弾丸。調合で作成可能で弱、中、強と強さが変わり強いものほど対象を長く眠らせることができる。
- 猛毒弾：命中した相手を即死させられる弾丸。非常に強力だが調合には希少なアイテムを使うため大量には作れない。

グレネードガン
高威力のグレネード弾、射程が短いが広範囲に攻撃可能なヒート弾が装填可能。1発撃つごとに弾込めが必要だが改造パーツを付けることで3連射が可能になる。ゲームを3周クリアするとクリア特典で無限グレネード弾が解禁となり、ゲーム開始時から使用できる。
- グレネード弾：遠距離にも届く高威力の弾丸。後半のティラノサウルスはこの弾を一定数当てるのが撃退の条件となっており主に強敵向け。
- ヒート弾：前方3方向に焼夷弾を発射する弾丸。威力は高いが近距離にしか届かない。

### 主なスタッフ
- プロデューサー・ディレクター：三上真司
- メインプランナー、イベントディレクター：巧舟

## ディノクライシス2
シリーズの第2作目。前作から1年後のストーリーで、今度は現代ではなく恐竜のいる時代を舞台としている。サバイバルホラーに分類された前作から、恐竜を倒す爽快感を前面に押し出したアクションアドベンチャーゲームにジャンルが変更となった。操作方法は前作と大きく変わらないが移動が基本走りとなり、左右後方にステップが可能、メインウェポンに加えサブウェポンも使用可能とアクション性が増している。システムも限られたアイテムを管理して進む前作から変わり、敵を倒してポイントを稼ぎ、そのポイントで武器、弾薬といったアイテムを購入するシステムとなった。そのためマップに現れる敵の数も大幅に増え、1フロアに1，2体程度しかいなかった前作と違い、最大で20体近く登場するようになった。数が増えたことによりラプトルなどの小型恐竜はノーマル難易度であればハンドガン2発で倒せる程度に体力が少なくなっている。体力はゲージ制になり、体力低下による移動制限もない。

### ストーリー
前作のカーク博士奪還作戦後、政府はサードエナジーの実用化を目指し、大規模研究都市「エドワードシティ」を建設。政府関係者、研究員スタッフからその家族までも住まわせ、実用化に向けた実験を進める。しかし実用化を急ぎ安全性を軽視した結果、奪還作戦から1年後の西暦2010年5月10日、サードエナジーは再び暴走する。暴走により起きた大規模な空間転移現象は研究都市「エドワードシティ」を丸ごと飲み込み、シティにいた人員も含めて別の時代へと飛ばしてしまう。転移現象により現れたジャングルを分析した結果、シティは白亜紀の時代に飛ばされたと判断した政府はシティの全生存者の救出とサードエナジー実験データの確保のために特別編成部隊をタイムスリップさせることを決定。米陸軍特殊部隊「TRAT（Tactical Reconnoitering and Acquisition Team）」のディランたちに加え、アイビス島における恐竜との戦闘経験がある特殊部隊「S.O.R.T.」のレジーナを乗せた輸送艇を白亜紀へと送り込む。
到着後に部隊はキャンプの設営を行うが、その最中にヴェロキラプトルの大群に加えティラノサウルスの襲撃を受けレジーナ、ディラン、デイビットを残して部隊は全滅しキャンプは壊滅。やむを得ず3人で任務を開始する。捜索中、ディランたちは黒いヘルメットとボディスーツを着た集団を見かけるが、なぜかこちらの声には答えず、ディランたちを攻撃してくる。そのうちの一人（ポーラ）を確保するが言葉が通じず、意思疎通はできなかったものの、なぜかディランにだけは態度を軟化させる。
ジャングルにある施設を捜索するも、生存者もデータに関する手がかりも無いため一度巡視艇に戻るが、船内にある帰還用のタイムゲートが黒スーツ集団によって破壊されており、ポーラも消えていた。任務に加え、帰還する方法も探すこととなったディランたちは、シティのゲートを通るためのカードキーを手に入れるため、湖上にあるサードエナジー施設に潜入。湖底でキーを見つけエドワードシティへ向かう。アロサウルスやトリケラトプスの襲撃を潜り抜け、ようやくエドワードシティを発見するが既に住人は恐竜の襲撃で全滅し、生存者の確保は失敗に終わる。シティに残された情報から実験データがジャングル地帯の猛毒植物が充満するエリアの先にあるミサイル施設にあると分かったディランたちはデータの確保のため、シティで手に入れたガスマスクを使い、ミサイル施設へ向かいデータの確保に成功する。
その直後、ティラノサウルスよりも巨大な肉食恐竜ギガノトサウルスが現れ、施設にあったミサイルが破壊され施設は崩壊、ディランたちは施設裏から船で脱出する。途中水門がありディラン、デイビットが協力して開放に向かうが、アロサウルスに襲われたディランを助けるため、デイビットが犠牲となる。川に流されたディランが目を覚ますと、目の前にポーラがいて謎の施設に案内される。施設の奥へ進むとポーラがホログラフィを起動し、男が現れる。
男が話すには、この施設は「ノアの方舟計画」という計画のための施設であり、この時代は白亜紀ではなく「ディランたちの時代よりも300万年も先の未来」であった。計画の発端はレジーナが潜入したアイビス島のサードエナジーの暴走であり、調査の結果、あの事件で現れた時空の歪みが人類の誕生にまで影響を及ぼすことが分かった。その危機を回避するために恐竜たちを白亜紀と似た環境の時代に転送し、危機を回避したのちに元の時代に戻すという計画であった。しかし計画終盤でタイムゲートが消失、取り残された人員はほとんど恐竜の犠牲となり、わずかに生き残った子供たちは延命処置のため、ポッドに入れられる。しかしポッドは恐竜用のため、入れられた子供たちは言語能力を失い、本能的に恐竜を守ろうとするようになる。そのうちの一人がポーラであり、ポーラはホログラフィの男の娘、さらにその男は未来のディランであった。
未来のディランは施設奥にあるタイムゲートで帰還するよう伝え、後を託し消える。ゲートルームへ向かう途中、施設内部にギガノトサウルスが入り込みディランに襲い掛かるが、施設内部にリンクされていた衛星兵器を使って撃退する。しかし施設の自爆装置が作動し、ポーラは倒れた柱に足を挟まれる。ポーラを見捨てられないディランは、レジーナにデータディスクを持って先に帰還するよう伝え、自身はポーラとともに残った。

### システム
バイタルクレジット
恐竜を倒すことで得られるポイント。恐竜を倒すごとに得られたポイント数が画面上部に表示される。連続して敵を倒したり、敵の攻撃動作中に反撃したり、敵を5匹以上倒して無傷でエリアを通過するなどの条件を満たすとポイントが加算される。このポイントに応じて各所に設置された「バイタルクレジットサービス」という端末から武器や各種のアイテムを入手することができる。セーブもこの端末で行うがポイントは消費されない。
DINO FILE（ディノファイル）
ゲーム中のステージ各所に隠されている、本作に登場する恐竜たちの生態や戦闘能力などを記録したデータファイル。全部で11個存在し、全て集めた状態で本編をクリアすると次回の本編スタート時、弾薬が無限の状態でプレイすることが可能となる。

### 登場人物
レジーナ (Regina)
声 : ステファニー・モルゲンシュテルン、田中敦子

TRATの元リーダーが設立した政府直属の極秘部隊、S.O.R.T.に所属する女性特殊工作員。身長175cm、24歳。1年前の恐竜との戦闘から奇跡的に生還した実績を買われ、今回の任務に加わることになった。重火器の一部は装備できないが身軽に動くことができる。使用武器は速射性に秀でた物が中心。冷静な判断力を武器とした、潜入作戦のエキスパート。
ディラン・モートン (Dylan Morton)
声 : ガブリエル・ホーガン、大川透
米陸軍特殊部隊「TRAT」の隊員。26歳。身長180cm。非行を重ねていた少年時代（本人曰く、昔の俺は「最低のクズ」）に母と妹を対立していた不良少年のグループによって殺害され自分を痛めつけることを目的に軍に入隊したという過去を持ち、強靭な肉体と精神力はその悲惨な経験が原点となっている。大型の火器も扱えるが身のこなしは鈍い。使用武器は速射性に劣るが一撃の威力が高い物が中心。彼は今回の任務で課せられた運命を知ることになる。
デイビット・フォーク (David Falk)
声 :エリック・ヘムサル
ディランと同じ米陸軍特殊部隊「TRAT」の隊員。23歳。身長182cm。チームの中ではいつも陽気なムードメーカー的な存在。カウボーイに憧れ、カウボーイハットを被っている。しかし仲間がピンチの時は自分の身を捨てても救おうとする。ヘリコプターの操縦士としても活躍。
ポーラ・モートン (Paula Morton)
声 : リサ・ヤマナカ、中川翔子
フルフェイスヘルメットと黒いボディースーツに身を包み度々レジーナたちを襲撃した謎の一団に属する少女。初めはレジーナたちに敵意を抱いていたがディランの姿を見てから少しずつ心を開きはじめる。エドワードシティの生存者と思われていたが実は未来からやってきたディランの娘。ポーラと共にいた二人の人物やエドワードシティの記録に残っている襲撃者もポーラと同じ未来人の少年少女たち。
リック (Rick)
声 : リチャード・イヤウッド
隠し要素の「ディノコロシアム」で登場。
ゲイル (Gail)
声 : エイドリアン・トラス
リックと同じくゲストで登場。

### 登場武器
前作と違い、武器の改造要素や弾薬の交換は無くなったが、種類は大幅に増加。一部武器は移動しながら使用も可能。リロード動作も無くなり、残弾がある限りは撃ち続けることができる。

#### レジーナ専用のメイン装備
ハンドガン
レジーナの初期装備。前作に比べると連射力があり走りながら使用可能。
サブマシンガン
威力はハンドガンと同程度だが両手に1丁ずつ持ちそれぞれで別の敵を狙えるため2体同時に攻撃可能。走りながらも使用可能。
ヘビーマシンガン
サブマシンガンより威力の高い大型マシンガン。重量があるため走りながらの使用はできないが歩きながら使用可能。
ミサイルポッド
追尾機能のあるミサイルを3発同時に発射するロケットランチャー。レジーナの専用装備で最も強力な武器だが弾は障害物に当たると消滅するので狭い場所ではやや不向き。
ニードルガン
水中専用装備の一つで性能的には水中版ハンドガン。弾数は無限で連射力もそこそこ高い。ブレシオサウルスには効果がない。
アクアグレネード
水中用装備で高威力の魚雷を発射する水中版グレネードランチャー。ヒビの入った柱を壊すことが可能で進むのに必ず購入する必要がある。

#### ディラン専用のメイン装備
ショットガン
ディランの初期装備。散弾を撃つため広範囲に攻撃できる。距離が遠いと威力が低下する。小型の恐竜であれば至近距離から撃つことで転倒させることができる。
ソリッドキャノン
青いエネルギー球を発生させるエネルギー兵器。射程は目の前のみと短いが威力は高く少しの間、残留するので走りながら撃つと背後も守れる。
対戦車ライフル
高威力の貫通弾を発射する大型ライフル。アロサウルスやイノストランケビアといった装甲の固い恐竜も正面から倒すことができる。反動が強いため、移動しながらは撃てない。
ロケットランチャー
作中最強の攻撃力を持つディランの専用装備。ギガノトサウルスも怯ませることができる。肩に構えて撃ち、水平にしか撃てないため背の低い恐竜には当たらないこともある。

#### 共通装備
フレイムランチャー
ディラン、レジーナ共通で装備できる火炎放射器。作中に出る有毒植物の焼却に必要だが武器としても利用できる。

#### サブ武器
ラージスタンガン
レジーナ専用のサブウェポン。短剣のような形のスタンガンで小型の恐竜ならヒットさせると転倒させることができる他、電子ロックを解除することができる。強化パーツを購入すると威力が上がり色が青から赤に変わる。
マチェット
ディラン専用のサブウェポンで性能はラージスタンガンと同じ。こちらはツタで閉じた扉を開けることができる。強化パーツを買うと刃が黒から銀色に変わる。
フレイムウォール
火炎瓶を発射して足元に炎の壁を展開できる武器。防御に有効で相手を足止めできる。有毒植物の焼却にも使えるが射程が目の前と短いため、焼却には不向き。
チェーンマイン
イノストランケビア対策に作成された地雷兵器。発射すると直線状に地雷を発射し攻撃する。洞窟を塞ぐ岩を壊せる他、イノストランケビアに使うと胴体をひっくり返して弱点の腹部を狙うことができる。1度に発射される地雷の数は2発から6発とランダム。
ショックウェーブ
水中専用のサブウェポン。圧縮された空気を発射し対象を気絶させることができる。モササウルスに対して有効だが、プレシオサウルスには効果がない。
照明弾
アロサウルスの巣でのみ使用可能なサブウェポン。使用すると自分の周囲にパートナーの操作する砲台から砲撃を行える。道を塞ぐコンテナも破壊可能。砲弾発射前に2連続で使用すると砲撃も2連続で行える小技がある。

### DINO COLOSSEUM
本編をクリア後に遊べるミニゲーム。キャラクターを選び、襲い掛かる恐竜たちを倒していく。条件を満たすと新たなキャラクターをアンロックできる。恐竜も操作でき、コマンド入力で必殺技が出せる。二人同時プレイの対戦格闘ゲーム「DINO DUEL」も追加され、恐竜同士で一対一の勝負ができる。

### 主なスタッフ
- エグゼクティブプロデューサー：三上真司
- プロデューサー：小林裕幸
- ディレクター：巧舟

## ガンサバイバー3 ディノクライシス
プレイヤーの一人称視点で進行するガン・シューティングゲーム『ガンサバイバーシリーズ』3作目として時系列では『ディノクライシス2』のエンディング後にあたる世界でストーリーが進行する。多彩な火器による連射、爆発、放電といった演出が数多く取り入れられ、ベースとなった『ディノクライシス2』同様に爽快感を重視した構成となっている。操作は通常のコントローラーと拳銃型インターフェース「ガンコン2」によるコントロール双方に対応している。
自由の女神、ビッグベン、米国のエンタープライズと似た戦艦など発売当時の建造物と恐竜が共演する光景は本作のみである。

### ストーリー
1943年。大西洋上空でドイツ軍と交戦していたアメリカ軍のパイロット、マイク・ワイアード中尉は撃墜された乗機から辛くも脱出するが敵機の追撃を受ける。突如強い光に覆われた彼の前からは敵機の姿が消え、無数の翼竜が現れた。マイクは何者かによって与えられた一丁の銃と、無線機から送られてくる指示のみを頼りに恐竜の闊歩する謎の世界を渡り歩いていく。

### 登場人物
マイク・ワイアード (Mike Wired)
声 : エリック・ケルソー、宇垣秀成
年齢：23歳  身長：178cm
アメリカ陸軍第3航空軍に所属するエースパイロット。階級は中尉。パイロットとしてもさることながら射撃とサバイバルでも高い能力を持つ優秀な軍人。優れた体力と判断力でどんな苦境でも切り抜けるタフガイだが、恐竜との戦いを重ねる中で自身に降りかかる運命を知ることとなる。
ポーラ・モートン (Pola Morton)
声 : ジャニス、中川翔子
年齢：17歳  身長：170cm
タイムスリップしたマイクが出会った少女。恐竜に襲われていたところをマイクに救われ、以後は行動を共にする。マイクには協力的だが、不意に姿を消したり現したりといった不可解な行動を繰り返す。『ディノクライシス2』から引き続いて登場するキャラクター。
ディラン・モートン (Dylan Morton)
声 : クリス・ウェルズ
年齢：26歳  身長：180cm
無線を通じてマイクに情報を送る。一方的に話すだけで、マイクの質問には答えない。『ディノクライシス2』から引き続いて登場するキャラクター。

## ディノクライシス3
今作では舞台は宇宙、西暦2584年。キャラクターも大幅に変更された。ゲーム開発で絵コンテに樋口真嗣が参加しており、宇宙船の木星軌道設定は樋口が特殊造形助手として参加したSF映画『さよならジュピター』からきている。現時点でのシリーズ最終作品。岡本吉起は1999年のゲーム雑誌のインタビューで、2000年夏にPlayStationで、『2』を発売し、2001年にPlayStation 2で、『3』を発売すると語った。その為、『3』は当初はPlayStation 2用ゲームとして開発されていたが、ゲーム開発において技術的な問題から開発は初期段階でキャンセルとなり、Xbox参入のための開発に切り替われた。
また、2001年5月当初の開発企画の段階では、現代の大都市を舞台に恐竜たちが破壊されたビル街で大暴れするような構造の内容で、プロモーション用のデモ映像も5月16日のE3 2001で公開された。当初の提案は、『2』の後の物語展開で、時間のずれた恐竜に包囲された都市の不特定の「施設」内に主に設定された「ヒューマンドラマ」であり、都市の施設にいる人間を恐竜の群れから救い出すのが目的で、複数のパートナーと共に恐竜を攻撃できるシステムを利用し、遊び方によって色々な人間ドラマが展開し、プレイヤーの選択によって歴史の流れを変えるという『2』のようなタイムワープを示した内容であった。またプロモーション用のデモ映像では登場人物にレジーナがいた。しかし、これらの設定は後にキャンセルされ、今作の近未来の宇宙船が舞台と内容を大幅に変更することとなった。カプコンは2003年のE3の記者会見で『ディノクライシス3』について宇宙設定の変更などについて説明していた。2001年9月11日に起きたアメリカ同時多発テロ事件の影響による配慮の対応で内容が変更されたともされている。また2003年のGameSpyのプロデューサー小林裕幸の『ディノクライシス3』に関するインタビューで、「まったく新しい雰囲気が欲しかったので、宇宙空間を選んだ」と、宇宙設定に開発の計画が変更されたことを述べている。
また2001年のE3の当時、岡本吉起はIGNのインタビューで、今後のディノクライシスシリーズについて尋ねられた時、「ディノクライシス3はXbox専用タイトルとなりますが、（まだ発表もされていない）ディノクライシス4はどのシステムにも独占されません」と述べ、PlayStation 2など他機種を含めて、4作の『ディノクライシス4』が発売される可能性など語っていた。
登場する敵は、恐竜のイメージを基に造形されたゲームオリジナルのクリーチャーであり現実の恐竜は出現しない。
カメラ視点の悪さによる操作性の悪さから評判はあまり良くなかった。IGNは「史上最悪のカメラシステム」と評価している。

### ストーリー
300年前に連絡が途絶え、消息を絶ったはずの難破船オズマンディアス号が、木星の衛星領域内に突如姿を現した。政府は特殊部隊S.O.A.R.に調査命令を下し、探査船を派遣した。木星周辺域において船に接近するが、突如オズマンディアス号から攻撃を受け探査船は破壊される。
S.O.A.Rの隊員 パトリックとソニアは宇宙に放り出されるも、何とか船内に潜入する。しかし船内に人の姿は無く、代わりにいたのは恐竜の姿をしたクリーチャーであった。隊長のジェイコブとも合流しブリッジに向かうとオズマンディアスの船長、サトコ・エヴァンスのログが残されていた。ログによると移民目標の惑星であるアルファ2へ向かう途中、未知の宇宙線に遭遇し乗員全員が被爆。全滅は避けられない状況となった。そこで船長は、船のマザーシステムに乗員たちをクローンで再生し「移民計画」を続けるよう指示する。
ログが終わると船内に生体反応をキャッチし、パトリックが向かうとそこにいたのはカレンという一人の少女だった。たった一人で生き残っている状況を疑問に思う中、ソニアがデータを解析してさらに情報を見つける。移民の再生を船長から託された船の管理AIマザーであったが、人類のDNAだけでは宇宙線被爆への耐性を獲得させることができなかった。そこでマザーは、船に積まれていたDNAサンプルの中で宇宙線への耐性が最も高かった恐竜のDNAを使い、宇宙線や移民先の過酷な環境に耐えられる、強靭な人類を作り出そうとしていることが分かった。船内にいるクリーチャーたちはその過程で生み出された実験生物であった。
マザーがなぜ地球に向かっているのか確かめるため、パトリックたちはマザールームへ向かう。その途中の戦いでジェイコブが犠牲となり、カレンも重症を負うがアンドロイドであったカレンは消えるようにいなくなる。しかし消えた直後、別のカレンが現れ、さらにマザールームに多数の生体反応があることが分かる。マザールームに近づくパトリックたちであったが、マザーは自分の区画以外を全てパージして、ワープゲートを作って地球のそばまでワープする。
マザールームに到達したパトリックが見たのは、何人もの赤ん坊とカレンだった。マザーによると実験の結果、人間の再生には成功したが、アルファ2は強化された人間ですら住むことのできない環境であり、移民を断念。再生した人類の移住候補地として地球を選択したマザーは、カレンを母親として移住計画を再開したのだ。
しかし、外見は人間でも中身が恐竜の怪物を降ろすわけにはいかないと、パトリックはマザーを制止するが聞き入れられずマザーはパトリックを攻撃する。やむを得ずパトリックはマザーを破壊。マザーシステムが破壊された船は自爆装置が作動し、パトリックたちは脱出を図る。その途中、究極生物ゲバルライに襲われ窮地に陥るが、マザールームで大量の自分を見たカレンは「人間じゃない自分は地球へ行けない」とその身を犠牲にして、ゲバルライを床の脆い部分へ誘い自分ごと転落する。パトリックとソニアは爆発寸前にシャトルを使って脱出するが、シャトルにゲバルライが乗り移っておりパトリックは撃退のため、船外に出る。攻防の末、ゲバルライを宇宙の果てに吹き飛ばしたパトリックとソニアは無事、地球に帰還する。

### 登場人物
パトリック・タイラー (Patrick Tyler)
声 : マイケル・ユチャク
本作の主人公。年齢25歳、身長183cm、体重72kg。犯罪、戦争などを自らの手でなくすことを夢見て特殊部隊S.O.A.R隊に入隊。高速で動く的でも簡単に撃ち抜いてしまうほどの動体視力と反射神経に優れており、新型のブースターユニットを使った高速白兵樹での戦功は著しく、目覚ましいものがある。
ソニア・ハート (Sonya Hart)
声 : ヴァネッサ・マーシャル
年齢24歳、身長172cm、50kg。特殊部隊S.O.A.R.隊員。常にミッションの達成に主眼を置き、適格な行動を取るクールな女性隊員。探索中、何度か彼女を操作する場面がある。装備している武器はパトリックのものとは違い、壁に当たると反射する弾を撃つエネルギー銃。
ジェイコブ・ランシャー (Jacob Ranshaw)
声 : ケヴィン・キルブルー
特殊部隊S.O.A.R隊長。年齢32歳、身長180cm、体重77kg。判断力に長け、誠実で裏がない性格。常に部下の安否を気遣う。
カレン (Caren Velasquez)
声 : シャネル・ワークマン
年齢17歳、身長160cm、体重45kg。オズマンディアス号で唯一生き残った人物であること以外の情報は一切謎に包まれている。

### 登場武器
今作ではメイン武器はパトリックの装備するライフルのみで、カートリッジを交換することで弾の種類を変更するという形になっている。
- ヘビーマシンガン：初期装備のマシンガン。弾数は無限。
- ワイドショット：ショットガンのように広範囲に攻撃可能なカートリッジ。溜めると攻撃範囲が増加する。
- レーザー：高出力のレーザーを発射するカートリッジ。連射はできないが威力が高く強敵向け。溜めると照射式のレーザーを発射する。

ワスプ
使用するとパトリックの周りに展開し、周囲の敵を自動的に攻撃する自立兵器。展開数や稼働時間に制限はあるが残数が残っていれば連続で使用可能。
- テンペスト：マシンガンを装備したワスプ。5基まで展開可能で大量の敵に対処したり、ボスへの集中攻撃に利用したりと場面を問わず使用できる。
- ジャガーノート：敵に体当たりを繰り返すワスプ。テンペストより単発の威力は高めで、敵によっては転倒させることも可能。
- インフェルノ：地雷のような機能を持つワスプ。展開後、敵が接近すると爆発して攻撃する。

### 主なスタッフ
- エグゼクティブプロデューサー：三上真司
- プロデューサー：小林裕幸

## 登場恐竜
この作品の敵は恐竜と言われているが、厳密には恐竜ではないクリーチャーも多い。体長、体高はゲーム内のファイルで表示されている数字で、現実に発表されてる数字とは異なるものも多い。
ヴェロキラプトル
体長：4.8m、体高：1.8m
足の鉤爪が特徴的な、敏捷性に優れた小型肉食恐竜。シリーズを通して登場する。『1』では序盤から黄緑の体色をした個体が登場。中盤からは体力と攻撃力に優れた「青ラプトル（亜種）」と呼ばれる個体が出現する。倒さずに別の部屋へ移動した場合、部屋をまたいで追ってくる場合がある。序盤からの登場にもかかわらずショットガンの弾が数発は必要になるほど体力は多めで死んだふりをする場合もある。『2』では体色のバリエーションが増え、黄緑、緑、赤とストーリーが進むごとに変化し、変化するごとにステータスが上がる。『1』と比べると体力は大幅に低下し、ハンドガン数発で倒せるほどに。1フロアの出現数は増え、同時に3体まで、最大20体近く登場するようになった。青ラプトルは特定の条件で登場するようになり、最強の強さを持つが、倒すと大量のバイタルが得られる。『ガンサバイバー』では同系統の恐竜で体格の大きなユタラプトルやメガラプトルも登場。『2』のディノコロシアムではポイントを払うことでプレイヤーとして使用可能。必殺技は飛び掛かって連続攻撃を行うもの。
プテラノドン
体長：3.0m、体高：6.0m
大型の翼竜。シリーズを通して登場する。魚を主食にしているが地上の生物も獲物としており、プレイヤーを群れで取り囲み上空から襲ってくる。飛行中は非常に素早いが攻撃直前にプレイヤーの前で滞空する癖がある。『ガンサバイバー』ではより大型のメガプテラノドンや、ステルンベルキと呼ばれる小型の翼竜も登場する。
ティラノサウルス
体長：14.5m、体高：4.8m
シリーズのボスとして登場することの多い大型肉食恐竜。獲物と定めた生物を執拗に追跡し、弄んでから食する習性を持つ。『1』においてはボスとして何度か登場。攻撃の噛み付きを受けると中盤のヘリポートを除いて即死する。倒すことはできず一定回数攻撃して撃退するか逃げることが目標になる。『2』ではオープニングでロケットランチャーの直撃を喰らい、片目を潰された個体が数回登場する。こちらでも倒すことはできず、特定のポイントまで逃げることで戦闘が終了する。コロシアムでも使用可能。必殺技は前方広範囲にダメージを与える咆哮。『ガンサバイバー』には黒光りする皮膚を持った個体が登場する。
テリジノサウルス
『ディノクライシス』一作目に登場。大きさはラプトル程度だが、前足に長い爪を持ちラプトル以上の攻撃力と耐久力を持つ。爪での引っ掻きや、噛み付きで攻撃してくる。ゲーム中では肉食恐竜とされているが、後に研究が進み、実物は草食あるいは魚食ということが判明。『1』で登場した恐竜の中で唯一『2』に登場していない。
アロサウルス
体長：8.5m、体高：3.0m
『ディノクライシス2』に登場する目の上の突起が特徴の中型肉食恐竜。草食恐竜の他にラプトルなどの小型肉食恐竜も捕食しておりラプトルの出現するエリアに登場することが多い。大きさはティラノサウルスに劣るが動きは素早くコンテナなど大きな段差の上にもジャンプで難なく登って追跡してくる。頭部が固いという設定があり常にプレイヤーに頭部を向けるように動く。対戦車ライフルやロケットランチャーのような重火器以外では怯みもしないので弱点である腹部を狙うように動く必要がある。また体力が低下すると全身が赤くなり耐久力がさらに上がる。この状態はコロシアムでも必殺技として使用可能。
プレシオサウルス
体長：17.0m、体高：3.0m
湖に生息している首長竜。普段は湖の中でアンモナイトなどを食べているが陸上の生物やプテラノドンも捕食している。湖上施設では長い首を水面から出してプレイヤーに襲いかかる。湖底の水中ステージでは出口直前のサードエナジー炉でボスとして出現する。ニードルガンは効果がなくアクアグレネードのみ有効。実際に発掘されている化石は最大でも体長3.5m程度のため、作中ではかなり大型となっている。
モササウルス
体長：6.0m、体高：0.8m
湖に生息している水棲爬虫類。頭部はワニに似ており細長い顎とアンモナイトの殻をも砕く鋭い牙を持つ。大抵は泳ぎながらプレイヤーに襲いかかるが狭い空間を巣とする習性を持ち思わぬ所から奇襲してくることがある。『ディノクライシス2』に登場。『ガンサバイバー』では、姿の良く似たクロノサウルスが登場している。プレシオサウルスとは逆に実際のサイズよりは小さめとなっている。
トリケラトプス
体長：8.5m、体高：3.0m
ゲームで唯一の大型草食恐竜。頭に二本、鼻先に一本の計三本の長大な角を持つ。本来は非常に大人しい性質の恐竜だが外敵と認識した生物に対しては自分のテリトリーから排除するまでどこまでも追いかける。『2』のコロシアムでは本編をハードモードでクリアすることで購入可能。必殺技は当たった相手を一撃で即死させる突進。
オビラプトル
体長：2.5m、体高：1.3m
奇妙な形の頭部と嘴を持つ小型の肉食恐竜。赤と青の2種類がおり青い個体は毒を吐くが実際にそのような生態を持っていたかは不明。群れで行動し噛みつきや毒液、跳び蹴りでプレイヤーを攻撃する。マップには一度に4体まで登場する。コロシアムの必殺技は連続毒吐き。『ガンサバイバー』では落ちているアイテムやプレイヤーから盗んだアイテムをくわえて逃走することがある。
コンプソグナトゥス
体長：1.2m、体高：0.5m
ニワトリ程度の大きさの小型肉食恐竜。群れで死体を漁っていることが多くプレイヤーが近づくといっせいに逃げ出す。『ディノクライシス2』ではカラスのように光る物を集めて保管する習性があり人間の小物を盗んでいた。ゲーム上では基本は無害に近いがまれに突っつかれることがある。愛称はコンピー。『2』のコロシアムでは本編をハードでクリアすると購入可能。体力が1しかないためどんな攻撃を受けても即死してしまうが非常に素早く体力を減らさなくても必殺技が使用できる。必殺技は仲間呼びでたくさんのコンピーを呼び寄せ集団で襲い掛かる。
イノストランケビア
体長：3.7m、体高：1.2m
『ディノクライシス2』に登場。主に火山の洞窟内に生息している獣弓類（哺乳類の祖先にあたる生物）。高温と暗所を好み火山活動の再開と共に洞窟に住み着き始め洞窟を輸送路に利用していた兵士たちを度々襲撃していた。四足歩行で湾曲した長い牙を持ち背中は強固な甲殻で覆われている。獲物を襲う時は二足で立ち上がることもある。コロシアムの必殺技は体力回復。
カルノタウルス
「肉食の雄牛」という名の通り頭部に角のある大型肉食恐竜。『ガンサバイバー』に登場。身体の色が青い個体と赤い個体が同時に出現し二頭の連携攻撃でプレイヤーに襲いかかる。
ギガノトサウルス
体長：20m以上、体高：7m以上
『ディノクライシス2』の終盤で登場する超大型肉食恐竜。作中ではジャングルの奥地で何かに嚙み殺されたと思われるティラノサウルスの死体が見つかったことから、ティラノサウルスを上回る超大型恐竜が存在すると兵士たちの間で半ば伝説的にその存在が噂されていた。作中での目撃証言はゼロのため、そんな恐竜は存在しないか、遭遇した者は皆殺されていると考えられていた。作中に登場する個体は全長20m以上とティラノサウルスより遥かに巨大であり、ティラノサウルスを咥えて持ち上げることができるほどの圧倒的パワーを誇る。実際に発見された化石はティラノサウルスより僅かに大きいという程度で、研究が進んだ今では体重についてやや軽いと考えられており、顎の力もティラノサウルスには及ばないとされている。プレイヤーの武器では一切ダメージを与えられないため、フィールドにあるギミックを利用する必要がある。
トリニティ
『ガンサバイバー3』に登場する小型恐竜。外見はラプトルに似ており大きな青い眼が特徴。鳴き声で他の恐竜を操る能力を持っている。恐竜を統率するため、トロオドンの知能を強化して人工的に生み出された生物で厳密には恐竜ではない。

### 人造恐竜
『ディノクライシス3』に登場するクリーチャーたち。移民船オズマンディアス号のマザーシステムによって人類再生の研究の過程でそれぞれ何かしらの検証を目的に生み出されている。
リゲル
ギガノトサウルスのDNAから生み出されたゲバルライの幼体で蛇のような姿を持つ。個体としてはそれほど強くはないが、近い場所に群生する傾向があり、集団でかかればアウストラリスすら倒すことができる。
アルゴル
ヴェロキラプトルのDNAから生み出されたクリーチャーで、デイノニクス並みの大きさを持つ胴体にシュモクザメのような横に突き出た頭部が特徴。常に複数の群れで行動する社会性の高い生物で、興奮状態に陥ると頭部の発電器官より電気を発するようになる。
コルネフォロス
アルゴルと同じくヴェロキラプトルのDNAから生み出されたクリーチャーで、体がゴリラのような体型となり、腕も物を持って投げられるほど器用である。恐竜を霊長類のように進化させる過程で生み出された存在であり、こちらも群れを形成して組織的な狩りができるようになっている。
レグルス
アンキロサウルスのDNAから生み出されたクリーチャーで、背中を分厚い装甲板で覆っている。その装甲板は銃弾程度にはびくともしない強度を誇り、その頑強さを利用してアルマジロのように体を丸めて敵に向かって突進するという攻撃を行うが、その反面、腹部は比較的柔らかい。
ミアプラキドゥス
スピノサウルスのDNAから生み出されたクリーチャーで、背中には刃のように鋭利な鰭、頭部には襟巻きのような器官が備わっている。水陸両生型の生物を生み出す研究の末に誕生し、水中における適応能力だけでなく喉の奥から強力な高圧水流を放つ能力まで有するようになった。
アウストラリス
ティラノサウルスのDNAから生み出されたクリーチャーで宇宙空間での適用性を調べるために開発された。ほぼオリジナルそのままの姿だが、宇宙環境で皮膚が定着せず筋繊維が剥き出しになっている。優れた身体能力と治癒能力を有するも、アドレナリンの過剰分泌のため極めて凶暴で、なおかつ体内の発電器官が制御できていない。本作では主人公たちと幾度となく戦うことになる。作中に登場するクリーチャーの中で唯一、眼球がある。
ゲバルライ
ギガノトサウルスのDNAから生み出されたリゲルが成体となった姿。頭部と尻尾が2つずつある異形の姿をしている。地上と宇宙の両方の環境で生きられる究極の生物として創造された。オズマンディアス号内での戦いで一度撃退されたかと思いきや、パトリックたちの脱出用宇宙船に取り付いて再度彼らと戦うこととなり、さらに今度は首がもう一本生えて三首へと変化、口から電撃を光線のようにして吐くようにもなる。

## 用語
サードエナジー
石油、核に続く第3のエネルギーとしてカークが提唱したエネルギー理論。大気中の組成分を利用して半永久的にエネルギーを生み出し僅かな量のオゾンなどを除いては副産物が発生しない究極のクリーンエネルギーとして注目を集めるが、反応の開始には大量のエネルギーが必要で、この時点で制御は困難を極め暴走の危険が高いという欠点があった。特に後者は最も深刻な問題であり、サードエナジーの反応を抑制する「スタビライザー」の改良は難航を続け、万が一暴走すれば周囲の大気にも反応が伝播し時空を歪ませるほどの巨大なエネルギーを発生させてしまう。この時空のゆがみについてカークは当初「消滅」と考えていたが、アイビス島の暴走事故で恐竜が出現したことから「相互転移」であると見抜いた。この一件が後にとてつもない重大な事態を引き起こすと未来世界で判明し、ある一大計画が立案され実施されたことが『2』で描かれる。『3』では実用化されていたようでオズマンディアスなど宇宙艦のエネルギーとして利用されていたことが判明している。
ボルジニア共和国
熱帯に位置する小国。国からの資金援助を絶たれたカークに接近し援助と引き換えに亡命を持ちかける。サードエナジーを大量破壊兵器に利用することを最終的な目的としており、そのニーズに向けてもカークは研究を続けていた。なお、『逆転裁判』シリーズと、『逆転検事』シリーズでも登場する。
アイビス島
ボルジニア領に属する島。最新の機器や設備を揃えた軍の研究施設が置かれており、サードエナジーの他にも様々な実験や研究が行われていた形跡が見られる。「アイビス」とは英語でトキを意味する。
ニュークリウム
劇中時点ですでに実用化されている、人造核燃料。既存のウランやプルトニウムと比較して安定性が高く、放射能汚染のリスクも少ないが、手荒に扱うと爆発する危険もある。アイビス島からホバークラフトで脱出する展開の場合、ホバークラフトの燃料であるニュークリウムを調達する必要がある。サードエナジーの開発が進められている現状を考慮すると、サードエナジーと比べて既に「旧世代」のエネルギーと見なされている模様。
エドワーズ・シティー
『2』の舞台となるサードエナジーの研究都市。サードエナジーの研究はカークの手を離れ、数多くの科学者が従事することになるが、カーク自身の功績を認める形で「エドワーズ・シティー」と命名された。過去の暴走事故を踏まえてエドワーズ・シティーは人里離れた僻地に建設されたが、新たなる事故によって全域が科学者や警備兵などのスタッフ諸共白亜紀の時代にタイムスリップしてしまい、急遽開発されたサードエナジーを利用した時空転送システムを用いてレジーナをはじめとする救出部隊が派遣されることになった。
タイムゲート
サードエナジーの理論を応用して作られた時間跳躍装置。『2』の時点で実用化されており、転移で飛ばされたエドワードシティの住民を救出するため部隊を送るのに使用された他、帰還用として巡視艇にも搭載されている。転移する時間はピンポイントで送れるほどの精度は無く、数年のズレが生じる模様。
ノアの箱舟計画
アイビス島で起きた時空の歪みが白亜紀以後の歴史に影響を与え、結果人類が誕生しなくなるという可能性が浮上。その影響を修正し人類の誕生を確実のものとするため行われた計画。『2』のファイルにおいて断片的に語られており、WAPP中枢委員会という組織によって実行され、白亜紀世界の生物を似た環境の未来へ送り歪みを修正した後、元の世界へ戻すということが語られているが具体的にどうやって修正したのかは不明。未来のディランの証言から計画自体は成功したようだが、実行メンバーの一部がゲートの消失により恐竜の時代に取り残され、全滅した模様。